# امامزاده ابراهیم (آمل)
امامزاده ابراهیم یکی از دو امامزادهٔ معروف شهر آمل و از امامزادگان متبرک و خاص ایران است و هم‌اکنون از بناهای تاریخی شهر آمل و مازندران محسوب می‌شود. این امامزاده به دلیل آثار نفیس چوبی از قبیل در، صندوق و همچنین تزئینات و کتیبه‌های زیبای قاجاری اهمیت هنری و تاریخی دارد.

## موقعیت و معماری بنا
این بنا با پلان مربع شکل و بدنهٔ آجری و گنبد هرمی‌شکل در قرن نهم هجری در شهر آمل ساخته شده‌است. از ویژگی‌های خاص این بنا می‌توان به ارتفاع بلند آن، دیوارهای محصور کننده‌اش، برج مکعب شکل و گنبد هشت ضلعی آن اشاره کرد. این بنا در سال ۹۲۵ هجری قمری به وسیلهٔ خواجه عبدالله نامدار، فرزند درویش حاج کفشگر، ساخته شده و بانی آن عبدالله ابن شاه حسین قاضی بوده‌است. سازندهٔ مقبره آن نیز محمد حسین نجار است. چهار چوبهٔ این مقبره از شاهکارهای نجاری باستانی است که آیات قرآنی در آن حک شده‌است. در خارج دیوار محوطهٔ گنبد امامزاده ابراهیم آب انباری موجود است که در سال ۱۳۱۵ قمری توسط امیر مکرم لاریجانی اسکی ساخته شد. این بقعه از سمت غرب به خیابان طالب آملی و از سمت شرق به قادی محله وگرجی محله محدود است.

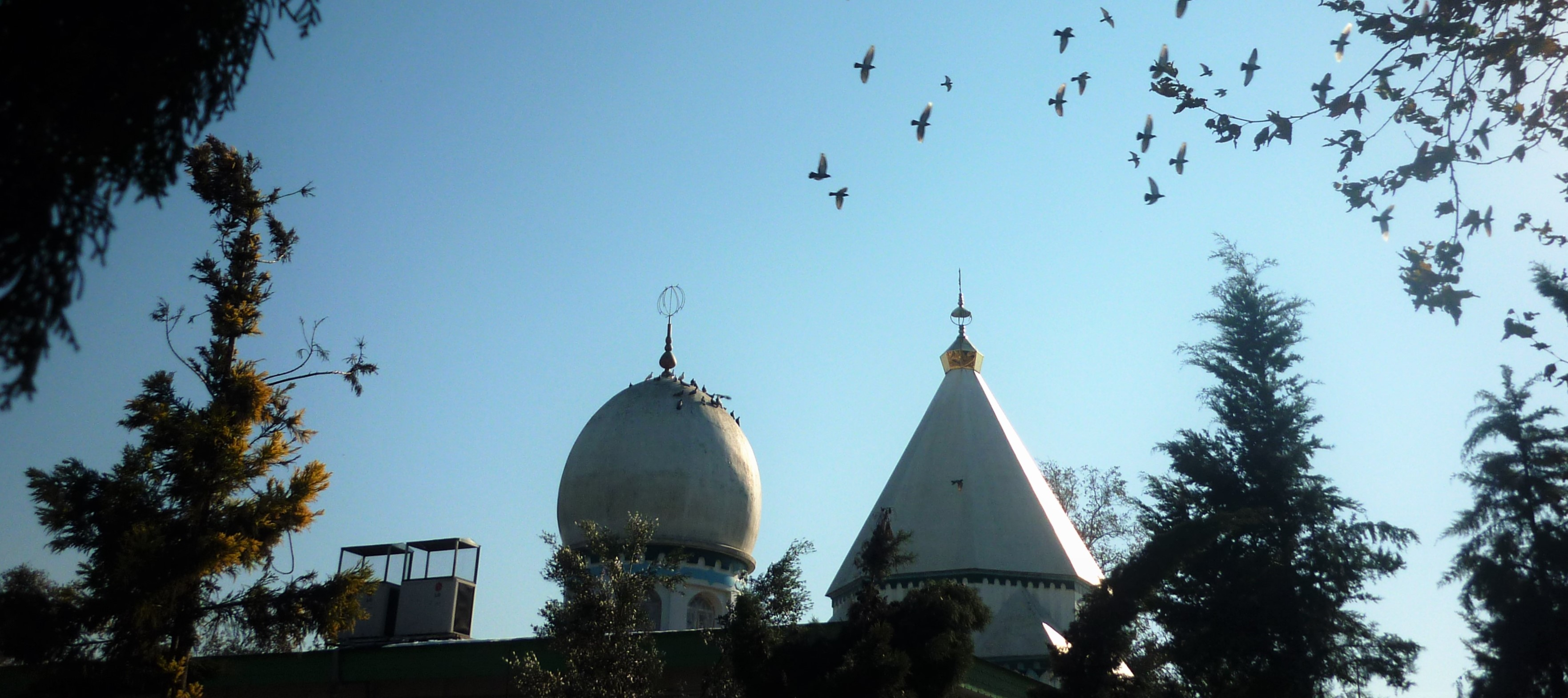
سراسرنما گنبد

## انتساب
بر روی در و صندوق چوبین روی مرقد، کتیبه‌های زیبایی به خط رقاع حک شده که طبق مفاد آن‌ها، مزار متعلق به ابو محمد ابراهیم از فرزندان موسی کاظم و برادرش ابولمعلی یحیی و مادر ایشان می‌باشد. مسجدی ضمیمهٔ امامزاده است و در قسمت شرقی مسجد اتاقی دیده می‌شود. مشهور است دو نفر به نام‌های یعقوب وابراهیم که امامزاده ابراهیم و برادرانش را شستند و دفن نمودند در آن اتاق مدفونند.

## کتاب‌خانهٔ امامزاده ابراهیم
با توجه به عنایت خاص مردم به امامزاده ابراهیم و قرار داشتن قبور کشته‌شدگان جنگ ایران و عراق دراین مکان که موجب استقبال مردم از این مکان شده‌است و در جهت ترویج فرهنگ کتاب و کتاب‌خوانی، ادارهٔ اوقاف و امور خیریهٔ شهرستان آمل اقدام به ساخت کتاب‌خانه‌ای در نزدیکی این امام‌زاده تحت عنوان کتاب‌خانهٔ امامزاده ابراهیم نمود. این کتابخانه در ۳ طبقه و با زیربنای ۱٬۶۲۴ متر مربع شامل مخزن کتاب، کانون فرهنگی و نشر معارف اسلامی، سالن اجتماعات، سالن مطالعهٔ مجزا برای زنان و مردان می‌باشد.

## نگارخانه

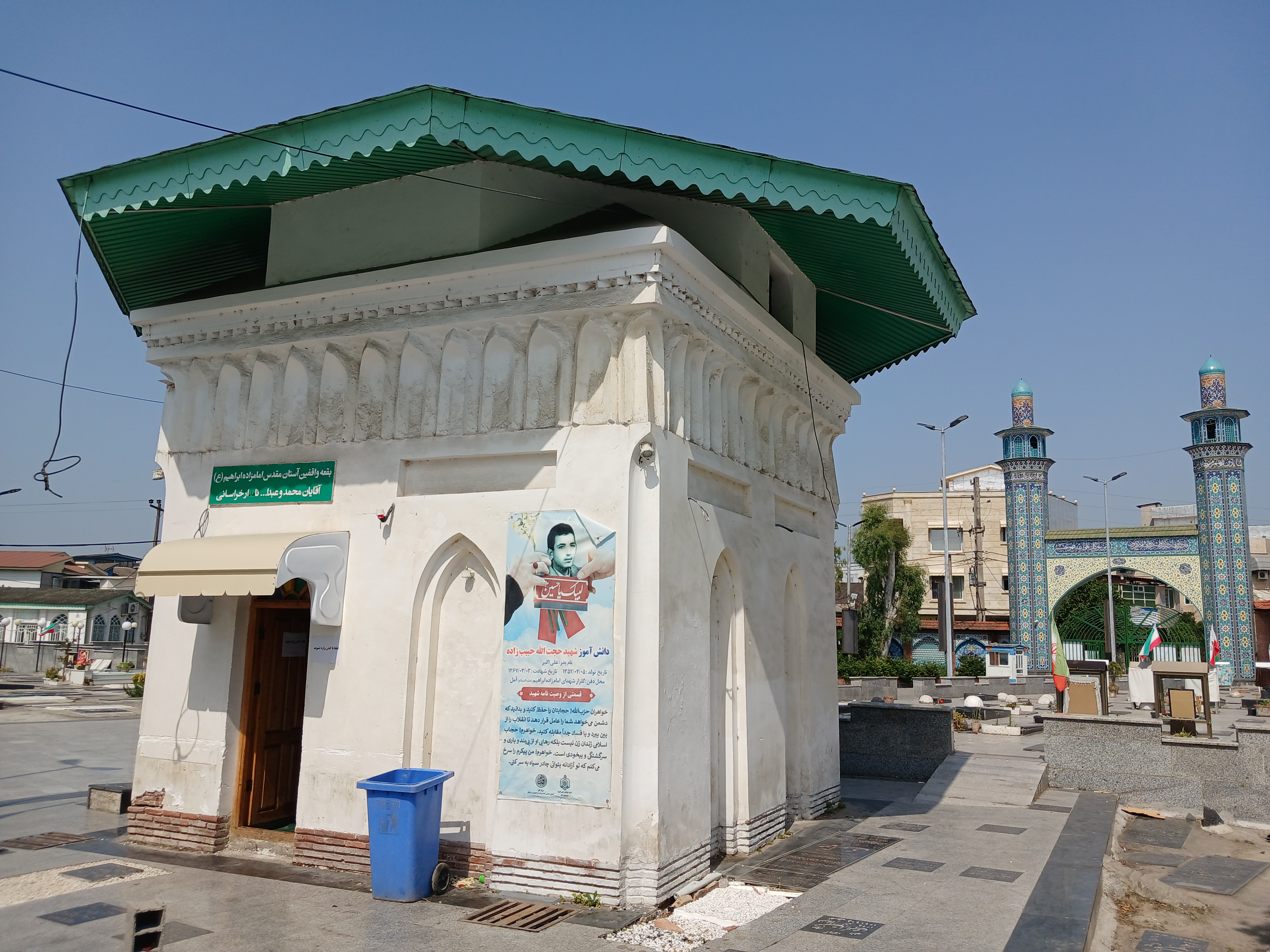
آرامگاه واقفین امامزاده
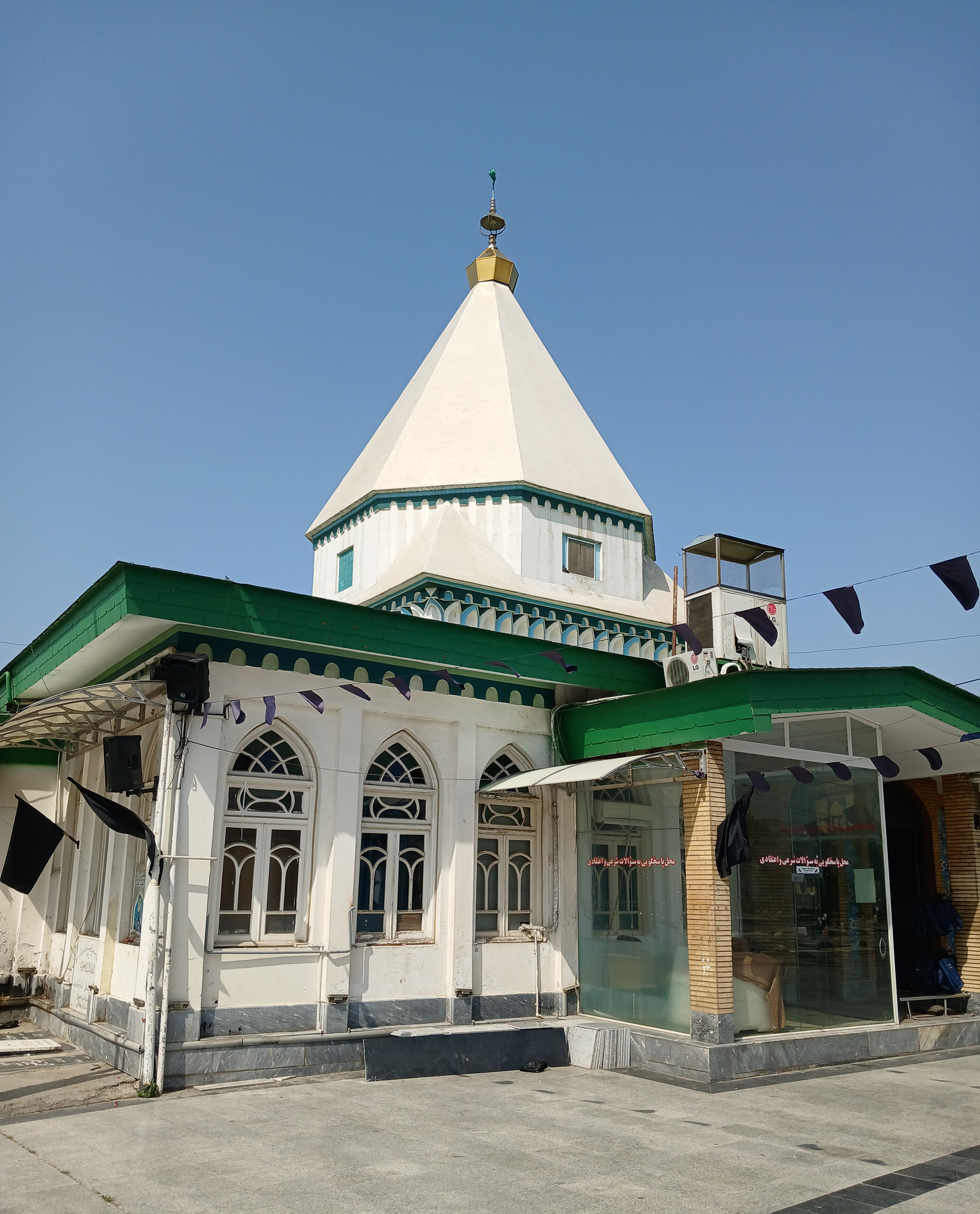
نمایی از بنای امامزاده
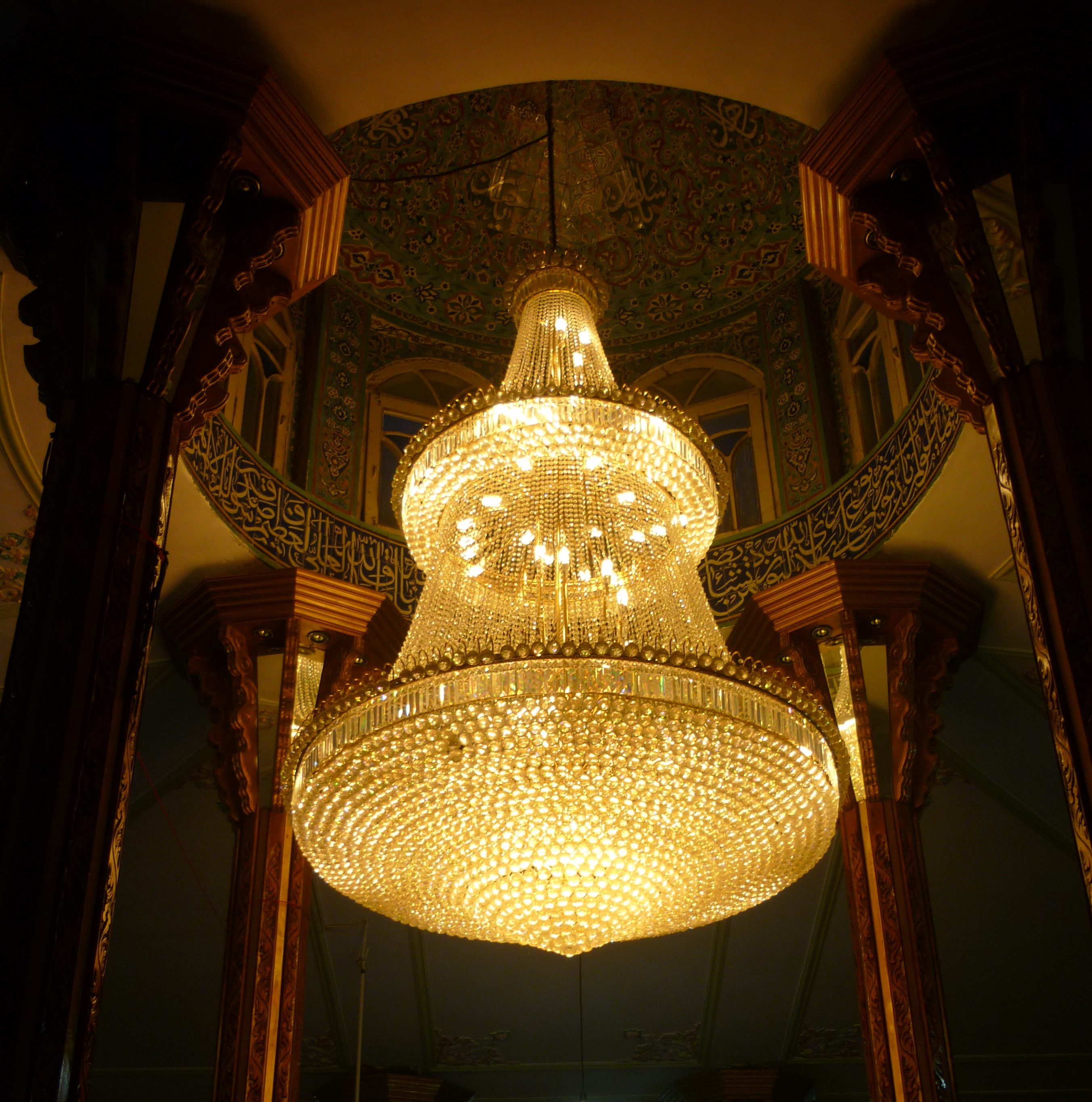
لوستر داخل